# Stazione meteorologica di Udine Centro
La stazione meteorologica di Udine Centro è la stazione meteorologica di riferimento relativa all'area urbana della città di Udine.

## Coordinate geografiche
La stazione meteo si trova nell'Italia nord-orientale, in Friuli-Venezia Giulia, nel comune di Udine, a 146 metri s.l.m. e alle coordinate geografiche 46°04′N 13°14′E.

## Dati climatologici
In base alla media trentennale di riferimento 1961-1990, la temperatura media del mese più freddo, gennaio, si attesta a +3,1 °C; quella del mese più caldo, luglio, è di +22,6 °C .
| Udine Centro       | Mesi | Mesi | Mesi | Mesi | Mesi | Mesi | Mesi | Mesi | Mesi | Mesi | Mesi | Mesi | Stagioni | Stagioni | Stagioni | Stagioni | Anno |
| Udine Centro       | Gen  | Feb  | Mar  | Apr  | Mag  | Giu  | Lug  | Ago  | Set  | Ott  | Nov  | Dic  | Inv      | Pri      | Est      | Aut      | Anno |
| ------------------ | ---- | ---- | ---- | ---- | ---- | ---- | ---- | ---- | ---- | ---- | ---- | ---- | -------- | -------- | -------- | -------- | ---- |
| T. max. media (°C) | 6,2  | 7,9  | 11,9 | 17,0 | 22,1 | 25,4 | 28,0 | 27,4 | 23,9 | 18,4 | 11,5 | 7,5  | 7,2      | 17,0     | 26,9     | 17,9     | 17,3 |
| T. min. media (°C) | 0,1  | 0,9  | 4,0  | 8,1  | 11,9 | 15,4 | 17,1 | 16,8 | 14,1 | 9,7  | 5,7  | 1,6  | 0,9      | 8,0      | 16,4     | 9,8      | 8,8  |